# Warwick Films
Warwick Films [Ворвік Філмз] - кіностудія, яка була заснована продюсерами Ірвінгом Алленом та Альбертом Р. Брокколі в Лондоні у 1951 році. Назва для компанії була взята на честь лондонського готелю Warwick. Дистрібуцією фільмів студії займалась компанія Columbia Pictures.

## Історія
Причиною створення студії стала комбінація кількох економічних факторів у США та Європі, а також у кіноіндустрії 1950-х років:
- Згідно з післявоєнним планом Маршалла, американські кінокомпанії не мали змоги вивозити свої кіноприбутки в іноземній валюті з європейських країн.
- Для того, щоб мати змогу використовувати європейські прибутки, кінокомпанії створювали у Великій Британії продюсерські фірми, які використовували необхідну кількість британських кінотехніків та акторів для того, щоб кваліфікуватися як британська компанія.
- У той же час американці, які працюють за межами США протягом 510 днів протягом 18 місяців, звільнені від податків на дохід отриманий за цей період Службою внутрішніх доходів. Хоча ця схема оподаткування була розроблена для допомоги американським гуманітарним працівникам, що відновлюють європейські країни, зруйновані під час Другої світової війни, голлівудські агенти виявили, що актори, режисери та сценаристи також можуть претендувати на податкову пільгу, працюючи за межами США протягом того самого періоду.[2]
- Альберт Брокколі, який хотів стати продюсером, та Ірвінг Аллен, який на той час вже спродюсував та срежисував кілька фільмів, вирішили, що матимуть більше творчої свободи та контролю над своїми фільмами, якщо будуть працювати за межами Голлівуду.[1]
- У Великій Британії були кращі умови щодо зарплатні та якості праці у кіноіндустрії, ніж ці, що були встановленні американськими кінопрофспілками у США. Крім того, Columbia Pictures погодилася працювати з Алленом та Брокколі за схемою "1 доллар США = 1 фунту стерлінгів".[3]

Бюджет фільмів студії становили близько 1 мільйона доларів США за фільм.

## Філософія
Ірвінг Аллен пояснив свою філософію кіновиробництва в інтерв'ю 1959 року: 
 Якщо хтось присилає мені гарний сценарій, ти знаєш, що я з ним роблю? Я кидаю його в кошик для макулатури. Я роблю фільми, щоб вони були максимально прості й зрозумілі. Ось чому я все ще в цьому бізнесі, тоді як інші занадто креативні хлопці - ні. Я просто хочу робити фільми, для того, щоб заробляти гроші. Це ж щурячі перегони, але ви не маєте бути щуром у них. Треба залишатись грубим. Це рецепт виживання в цьому бізнесі. Не треба лізти у щурячи перегони, чи ти маєшь п'ятдесят мільйонів доларів, чи п'ятдесят центів. В іншому разі, я б не побачив жодного зробленого мною фільму. Ось скажіть, а Барбара Хаттон купує свої прикраси у Woolworths?  
 "Ми робимо не британське кіно, а американські стрічки у Великій Британії", - сказав Брокколі.

## Відомі кінематографісти Warwick Films
Режисером перших фільмів студії був Теренс Янг, який виступив у ролі консультанта кількох наступних стрічок. Тед Мур був оператором багатьох фільмів студії. Боб Сіммонс працював над кількома фільмами студії як каскадер, дублер та організатор трюків.
Режисери Марк Робсон, Джон Гіллінг, Кен Г'юз, також знімали фільми для Warwick Films.
Актори Алан Ледд, Віктор Метьюр, Бонар Коллеано, Енн Обрі та Ентоні Ньюлі знімались у кількох фільмах Warwick Films.
Відомі британські кінематографісти - Сід Кейн, Пітер Барнс та Алан Белл - також відомі своєю роботою зі студією.
Гарольд Гат був директором компанії з 1956 року до її закриття.

## Кінець Warwick Films
Наприкінці 1959 року у Warwick Films оголосили, що скорочують виробництво до одного фільму на рік. Аллен коментував: "За п'ять років витрати подвоїлися, а прибуток зменшився вдвічі". Студія продала офісний у центральній частині Лондона, позбувшись технічного обладнання та розірвавши контракти з персоналом.
Аллен та Брокколі сперечались, щодо зйомок фільмів про Джеймса Бонда, адже Аллен вважав, що це його проект. Брокколі було заборонено зустрічатися з представниками Яна Флемінга, нібито через важку хворобу його дружини. В це час, Аллен проводив зустрічі з ними, намагаючись самостійно отримати права на екранізацію книжок про Бонда.
Після зйомок багатьох успішних бойовиків, студія зазнала касового провалу після фільму "Суд над Оскаром Вайльдом" (1960). Після кількох конфліктів з Columbia Pictures, студія намагалась стати самостійним  дистриб'ютором, купивши Eros Films - відомого британського дистриб'ютора.
Аллен та Брокколі пішли окремими шляхами: Брокколі створив Eon Productions разом з Гаррі Зальцманом, щоб знімати фільми про Джеймса Бонда, запросивши багатьох людей, котрі працювали з ним над фільмом "Червоні берети".
У 1962 році Warwick Films оголосили, що зроблять два фільми з Джоан Літтлвуд, але цього так і не сталось.

## Фільми
- Червоний берет (1953)
- Пекло нижче нуля (1954)
- Чорний лицар (1954)
- Золотий приз (1955)
- Герої з раковин (1955)
- Сафарі (1956)
- Одонго (1956)
- Зарак (1956)
- Гамма люди (1956)
- Інтерпол (1957)
- Стріляй униз (1957)
- Як вбити заможнього дядька (1957)
- Довгий шлях (1957)
- Високий політ (1957)
- Не час вмирати (1958)
- Людина всередині (1958)
- Ідол на параді (1959)
- Бандит Жобе (1959)
- Убивці з Кіліманджаро (1959)
- Джазовий човен (1960)
- Суд над Оскаров Вайльдом (1960)
- В Ніку (1960)
- Джонні Ніхто (1961)

## Нестворені фільми
Проєкти, що були оголошені Warwick Films, але так й не зняті студією:
- "Англієць у Лас-Вегасі" - комедія з Норманом Віздомом та Анітою Екберг [10]
- "Історія Роллз-Ройса" - комедія з Кері Грантом [11]
- "Смерть дядька Джорджа" [12]
- "Золоте місто"
- "Оголена леді"
- "Довгі кораблі" - спочатку, стрічка була анонсована Warwick Films,  але пізніше знята Алленом у 1964 році
- "Стежка негідник" - вестерн з Доном Бернеттом [13]
- "Завжди чотири години" - сценарій Ірвіна Шоу з Аланом Леддом в головній ролі[14]
- "Нелюбимий"- за сценарієм Селіна Морріса [15]
- версія "Дня трифідів" Джона Віндема

## Зовнішні посилання
- Warwick Films на IMDb